# 下川陽太
下川 陽太（しもかわ ようた、1995年〈平成7年〉9月7日 - ）は、大阪府出身のプロサッカー選手。ポジションは、ミッドフィールダー（MF）。J3リーグ・テゲバジャーロ宮崎に所属。

## 来歴
国見高校を経て、大阪商業大学へ進学。大学3年次の2016年6月、関西学生選抜の一員としてプレーした関西ステップアップリーグ・ガンバ大阪戦で後半から途中出場し、決勝点をアシストして勝利に貢献した。それまで年代別代表など目立った実績はなかったが、もともとFW・岡佳樹の視察のために訪れていた松本山雅FCの強化担当者の目に留まり、その後夏に3週間に渡り松本の練習に参加。同年12月末には、2018年シーズン加入へ向けての仮契約を締結した。
2017年2月、松本への加入内定が正式に発表され、同時に特別指定選手として登録された。同年8月5日、J2第26節の湘南ベルマーレ戦でJリーグ初出場した。
2019年、愛媛FCへ期限付き移籍。2020年1月13日、ツエーゲン金沢に期限付き移籍により加入すると発表された。シーズン終了後、松本へ復帰。また2021シーズンより、登録ポジションをMFに変更。
2023年12月12日、契約満了による退団が発表された。
12月28日に奈良クラブに完全移籍することが発表された。。
2024年12月6日、テゲバジャーロ宮崎への完全移籍が発表された。

## 所属クラブ
- アスペガス生駒FC
- アスペガスFC
- 長崎県立国見高等学校
- 大阪商業大学
  - 2017年  松本山雅FC（特別指定選手）
- 2018年 - 2023年  松本山雅FC
  - 2019年  愛媛FC（期限付き移籍）
  - 2020年  ツエーゲン金沢（期限付き移籍）
- 2024年  奈良クラブ
- 2025年 -  テゲバジャーロ宮崎

## 個人成績
| 国内大会個人成績 | 国内大会個人成績 | 国内大会個人成績 | 国内大会個人成績 | 国内大会個人成績 | 国内大会個人成績 | 国内大会個人成績 | 国内大会個人成績 | 国内大会個人成績 | 国内大会個人成績 | 国内大会個人成績 | 国内大会個人成績 |
| 年度             | クラブ           | 背番号           | リーグ           | リーグ戦         | リーグ戦         | リーグ杯         | リーグ杯         | オープン杯       | オープン杯       | 期間通算         | 期間通算         |
| 年度             | クラブ           | 背番号           | リーグ           | 出場             | 得点             | 出場             | 得点             | 出場             | 得点             | 出場             | 得点             |
| 日本             | 日本             | 日本             | 日本             | リーグ戦         | リーグ戦         | リーグ杯         | リーグ杯         | 天皇杯           | 天皇杯           | 期間通算         | 期間通算         |
| ---------------- | ---------------- | ---------------- | ---------------- | ---------------- | ---------------- | ---------------- | ---------------- | ---------------- | ---------------- | ---------------- | ---------------- |
| 2017             | 松本             | 29               | J2               | 8                | 0                | -                | -                | -                | -                | 8                | 0                |
| 2018             | 松本             | 29               | J2               | 11               | 0                | -                | -                | 2                | 0                | 13               | 0                |
| 2019             | 愛媛             | 39               | J2               | 37               | 3                | -                | -                | 0                | 0                | 37               | 3                |
| 2020             | 金沢             | 39               | J2               | 26               | 1                | -                | -                | -                | -                | 26               | 1                |
| 2021             | 松本             | 27               | J2               | 35               | 0                | -                | -                | 1                | 0                | 36               | 0                |
| 2022             | 松本             | 8                | J3               | 32               | 1                | -                | -                | 0                | 0                | 32               | 1                |
| 2023             | 松本             | 8                | J3               | 28               | 0                | -                | -                | -                | -                | 28               | 0                |
| 2024             | 奈良             | 49               | J3               | 33               | 1                | 0                | 0                | 1                | 0                | 34               | 1                |
| 2025             | 宮崎             | 39               | J3               |                  |                  |                  |                  |                  |                  |                  |                  |
| 通算             | 日本             | 日本             | J2               | 117              | 4                | -                | -                | 3                | 0                | 120              | 4                |
| 通算             | 日本             | 日本             | J3               | 93               | 2                | -                | -                | 1                | 0                | 94               | 2                |
| 総通算           | 総通算           | 総通算           | 総通算           | 210              | 6                | -                | -                | 4                | 0                | 214              | 6                |

- 2017年は特別指定選手

出場歴
- Jリーグ初出場 - 2017年8月5日 J2第26節 vs湘南ベルマーレ（Shonan BMW スタジアム平塚）
- Jリーグ初得点 - 2019年7月日 J2第2節 vsV・ファーレン長崎（トランスコスモススタジアム長崎）